# Ferrovie della Corsica

Mappa della rete ferroviaria corsa.

Le ferrovie della Corsica (in francese Chemins de fer de la Corse, in corso Cammini di ferru di a Corsica) sono costituite da  una rete di linee ferroviarie a scartamento metrico le quali collegano tra loro i due capoluoghi dipartimentali della Corsica, Ajaccio e Bastia, e la costa della Balagna, con le località di Calvi e Isola Rossa.
Dal 2012 sono gestita dalla Chemins de fer de la Corse, una società anonima a capitale misto (in francese Société anonyme d'economie mixte); la maggioranza del capitale sociale è in mano alla Collectivité territoriale de Corse (CTC). Il traffico della rete è di tipo passeggeri, a prevalenza turistica.
La ferrovia è soprannominata dagli abitanti locali U trinichellu (in corso, il trenino).

## Rete
La rete è composta da due linee ferroviarie:
- la Bastia – Ajaccio, lunga 158 km;
- la Ponte Leccia-Calvi, lunga 74 km.

Fino al 1943 fu in esercizio una terza linea, quella della Costa Orientale, che si diramava dalla Bastia – Ajaccio all'altezza di Casamozza e, a partire dal 1935, giungeva fino a Porto Vecchio. Alla sua massima estensione fu lunga 130 km.

## Storia

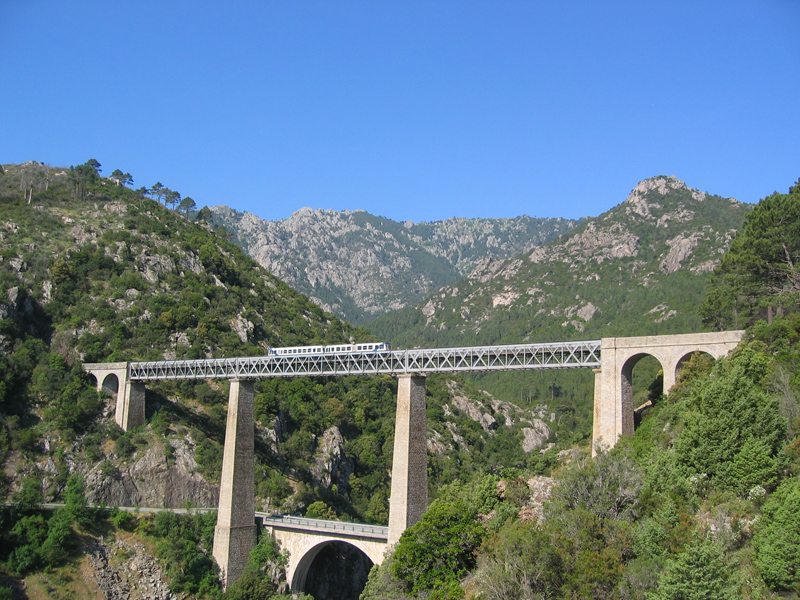
Il viadotto sul Vecchio

### Primi progetti: dalla ferrovia sardo-corsa alla concessione Cotillard-Champouillon
Il primo progetto di una strada ferrata in Corsica risale al 1855 e fu avanzato dall'esercito francese; proponeva un itinerario misto, via mare e via terra, ovvero una linea ferroviaria sardo-corsa che riducesse i tempi di collegamento fra Marsiglia e l'Algeria, a quel tempo di cinquanta ore via mare; la percorrenza si sarebbe potuta ridurre a trentacinque ore, se fosse stata costruita una ferrovia in Corsica da Bastia a Bonifacio e una corrispondente linea ferroviaria in Sardegna.
Il progetto, in seguito esteso anche ad una linea Porto Vecchio – Ajaccio per dotare anche quest'ultima città di un collegamento ferroviario, fu poi accantonato nel 1864. Le cause possono essere fatte risalire al mutato contesto geopolitico, come l'Unità d'Italia, e alla riconosciuta priorità ad un progetto più interno, come la Bastia – Ajaccio, utile a collegare i due capoluoghi dipartimentali.
Nel febbraio 1868, il Ministero dei Lavori Pubblici francese assegnò all'Amministrazione dei Pont et Chaussées (Ponti e strade, in lingua italiana) il compito di redigere un nuovo progetto ferroviario tra Bastia e Ajaccio. L'idea principale fu quella di collegare le due città scavalcando i 1163 metri della Bocca di Vizzavona grazie al sistema a cremagliera Fell. Due furono i progetti in questo senso: quello risalente il Golo e quello passante per Aleria; fu presentata anche un'alternativa ad aderenza naturale, passante per Porto Vecchio. I tre progetti era tutti a scartamento ridotto da 1100 mm. Il rapporto definitivo dell'Ingegnere capo dei Pont et Chaussées fu presentato il 16 agosto dell'anno seguente; rispetto alle prime idee, ai progetti a cremagliera Fell furono affiancate delle corrispondenti alternative, più lunghe, ad aderenza naturale.
L'anno seguente fu poi presentata una Bastia – Sartene – Ajaccio all'interno del quale Corte avrebbe avuto un collegamento ferroviario tramite una diramazione via Aleria.
Il 20 settembre 1874 i signori Cotillard e Champouillon presentarono domanda di concessione per una strada ferrata Bastia – Bonifacio e le sue diramazioni Aleria – Corte e Bonifacio – Ajaccio, riprendendo in parte i progetti della Ponts et Chaussées. La loro richiesta prevedeva la costruzione di una linea a scartamento metrico e con un'acclività massima del 25 per mille, allo scopo di economizzare sulle spese ed evitare l'impiego di cremagliere. L'anno seguente fu presentato dai richiedenti un nuovo progetto, più tortuoso del precedente per evitare l'escavazione di alcune gallerie, ma anche più acclive, dato che offriva pendenze anche al 30 per mille. In seguito, i due costituirono una società anonima e poi rinunciarono dato che la loro domanda non aveva ottenuto la dichiarazione di pubblica utilità e quindi la possibilità di ottenere finanziamenti statali.

### L'intervento dello stato e la costruzione delle prime linee

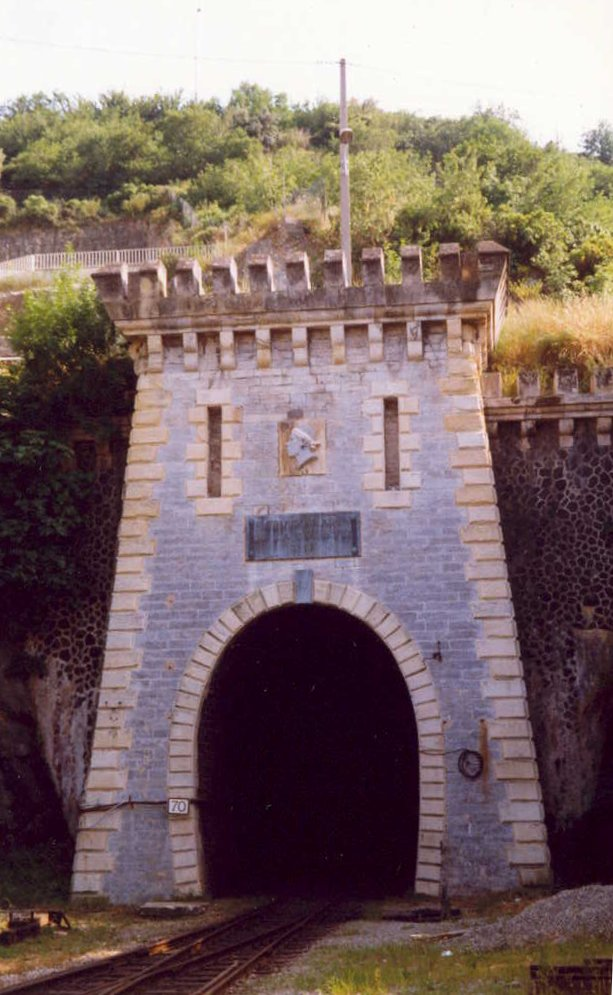
Portale d'ingresso della Galleria della Torreta, a Bastia

Nel 1877, una decisione del Ministero dei lavori pubblici francese prescriveva l'adozione dello scartamento metrico con rotaie Vignoles dal peso di 20 kg al metro lineare per quattro linee ferroviarie in Corsica: la Bastia – Ajaccio, la Ponte Leccia – Calvi, la Casamozza – Bonifacio e la Ajaccio – Propriano. Per la prima fu suggerita inoltre un'acclività massima del 20 per mille, mentre per le altre tre essa poté essere elevata al 25 per mille.
La decisione ministeriale entrava nell'ottica del Piano Freycinet che intendeva dotare la Francia di nuove linee ferroviarie definite di interesse generale. Presentato nel 1878, ed approvato con la Legge 17 luglio 1879, il Piano prevedeva la possibilità di finanziare tre linee corse: la Ponte Leccia – Calvi, la Casamozza – Bonifacio e la Ajaccio – Propriano. La Bastia – Ajaccio fu invece finanziata da una legge specifica, promulgata il 15 giugno 1878 e la sua costruzione fu assunta direttamente dallo Stato francese.
Pochi mesi dopo, il 7 dicembre si svolse la cerimonia inaugurale dei lavori della Bastia – Ajaccio. I primi cantieri tuttavia furono avviati concretamente solo nel febbraio 1880 ed erano relativi alle gallerie di Torreta, nei pressi di Bastia, e d'Aspretto, vicino ad Ajaccio.
Nel 1882 le linee Ponte Leccia – Calvi e Casamozza – Ghisonaccia furono considerate di pubblica utilità. Si aprirono le trattative con la Compagnie de Chemins de Fer Départementaux (CFD), intenzionata a costruire ed esercire le due linee, che culminarono con l'approvazione di una Convenzione tra il Ministero dei Lavori Pubblici francese e la società ferroviaria. All'interno di quest'accordo la CFD si impegnava ad esercire per quindici anni, con possibilità di rinnovo ogni tre, la Bastia – Ajaccio e a costruire la Ajaccio – Propriano e la Ghisonaccia – Bonifacio solamente nel caso esse avessero ottenuto la dichiarazione di pubblica utilità. I lavori per la costruzione delle due nuove linee iniziarono nel 1886.
Il 1º febbraio 1888 furono aperte all'esercizio le tratte Bastia – Corte e Casamozza – Tallone. Il 18 luglio la linea della Costa orientale raggiunse Ghisonaccia. Il 10 gennaio dell'anno successivo fu aperta la Ponte Leccia – Palasca, mentre Calvi fu raggiunta dalla stessa linea solo il 15 novembre 1890.
La linea per Ajaccio fu aperta completamente all'esercizio il 3 dicembre 1894: negli anni precedenti il tronco centrale Bocognano – Vivario era stato aperto già nel 1889, mentre il Vivario – Vizzavona solo dopo il completamento del ponte sul Vecchio, nel 1892.

### Gli anni della CFD
La Compagnie de Chemins de Fer Départementaux (CFD) resse le sorti della rete ferroviaria della Corsica fino al 1945.
Negli anni venti e trenta del XX secolo la società ferroviaria riprese i lavori della linea della Costa Orientale: il 15 settembre 1930 aprì all'esercizio il tronco Ghisonaccia – Solenzara, mentre Porto Vecchio fu raggiunta il 21 settembre 1935. Il collegamento tra Porto Vecchio e Bonifacio, la città che doveva essere punto terminale dalla strada ferrata della costa orientale secondo la Convenzione stipulata con lo Stato francese, non fu oggetto di lavori.
Gli eventi bellici della seconda guerra mondiale provocarono diversi danni al materiale rotabile e alle infrastrutture. Soprattutto la linea della Costa Orientale fu pesantemente danneggiata dall'esercito tedesco in ritirata nel 1943.

### Il secondo dopoguerra

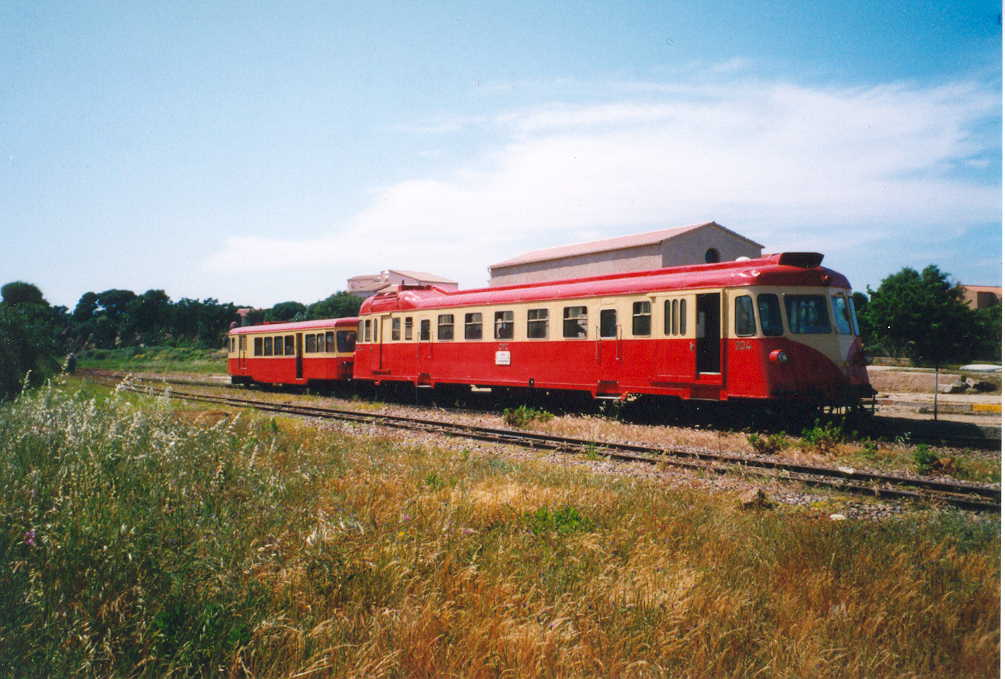
Un'automotrice X-200 della Renault con rimorchiata, ex automotrice Billard & Cie, al seguito

Nel 1945, la CFD rinunciò alla gestione delle linee ferroviarie della Corsica, a causa delle distruzioni provocate dal conflitto bellico. Lo Stato francese assunse quindi l'esercizio diretto, affidandolo alla Ponts et Chaussées del ministero dei Lavori Pubblici.
La Ponts et Chaussées si pose l'obiettivo di ristrutturare le linee quel minimo necessario per garantire un esercizio. La ferrovia della Costa Orientale, visti i danni rilevanti, fu invece abbandonata definitivamente. Si decise anche di dieselizzare la rete e per questo motivo nel 1949 furono commissionate alla Renault otto automotrici X-200 di tipo ABH8.
Nel 1955 si paventò la chiusura della linea della Balagne, la Ponte Leccia – Calvi, ma le proteste della popolazione impedirono la soppressione del servizio. Cinque anni dopo, fu minacciata la chiusura dell'intera rete, ma anche in questo caso l'opinione pubblica si volse a sfavore dell'iniziativa, quindi l'esercizio proseguì.
La gestione era comunque deficitaria. Nel 1965, il governo francese decise di riaffidare l'amministrazione della rete ad una società privata, la Société auxiliaire des exploitations de chemins de fer secondaires (SACFS). Questa compagnia ammodernò la linea, acquistando automotrici di seconda mano dalle altre linee ferroviarie a scartamento metrico francesi che in quel periodo venivano chiuse. Istituì inoltre il servizio tramway de la Balagne lungo il tronco fra Isola Rossa e Calvi che si trovava a ridosso della costa e delle spiagge aperte al turismo. Nonostante gli investimenti, il deficit non fu coperto e nel 1972 la SACFS fallì.
Le due linee ferroviarie rischiarono nuovamente la chiusura; la Chemins de Fer et Transport Automobile (CFTA) fu assunta della loro amministrazione provvisoria il 2 febbraio 1972. La CFTA ordinò proprio alla CFD, in quegli anni operante anche nel campo della fornitura di materiale rotabile, la costruzione di cinque automotrici di tipo X 2000 che entrarono in servizio tra il 1975 e il 1976. Nel 1981, la CFD fornì due nuove automotrici di tipo X 5000.

### L'esercizio della SNCF e l'acquisizione dell'amministrazione corsa

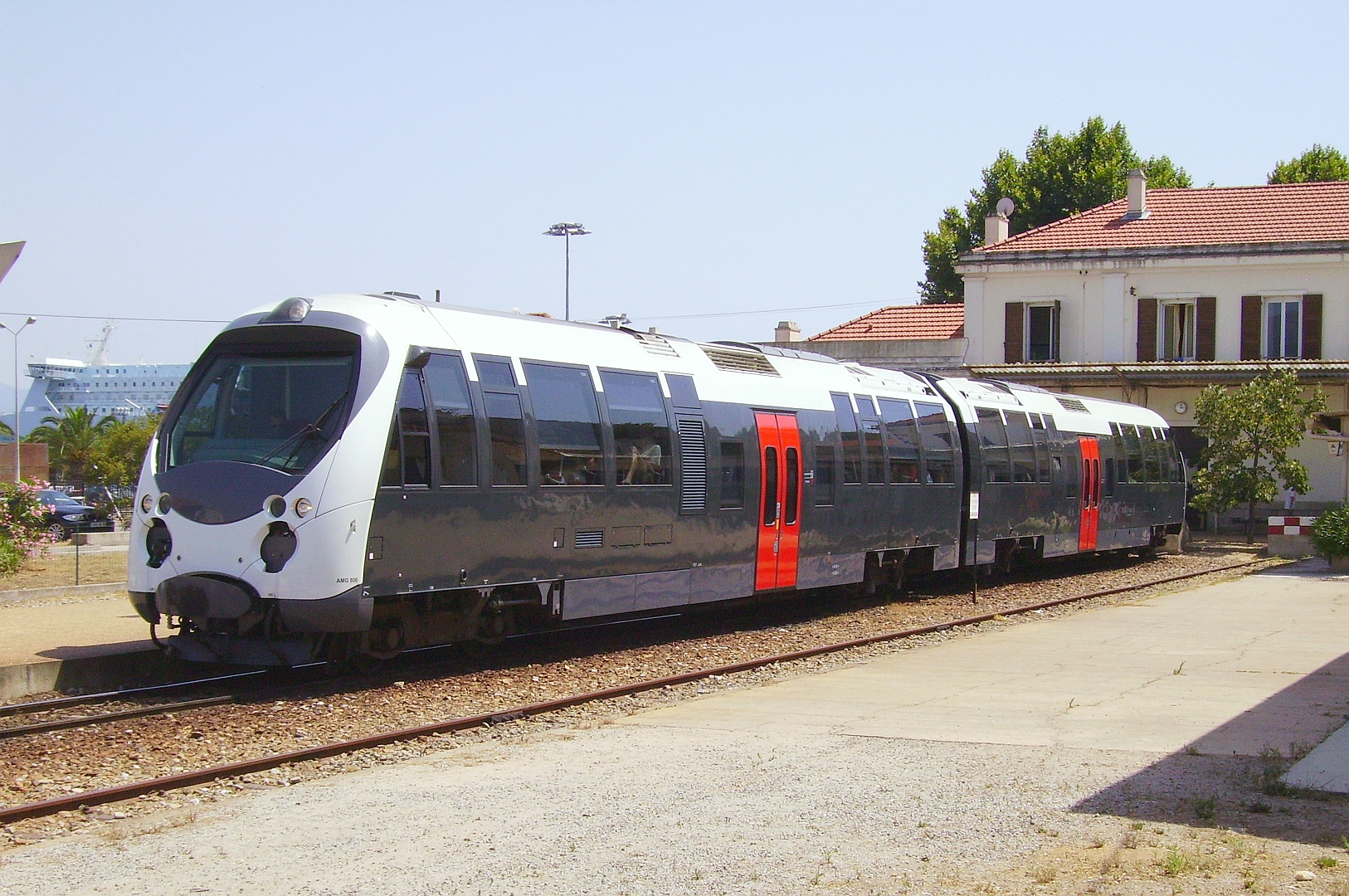
Un AMG-800, simbolo del rinnovamento della rete, in sosta ad Ajaccio

Nel 1983 l'esercizio della rete ferroviaria corsa fu assunto dalla Société Nationale des Chemins de Fer (SNCF). Nel 1986 lo Stato francese conferì all'amministrazione regionale della Corsica (dal 1991, Collectivité territoriale de Corse) l'autorità di organizzare i trasporti ferroviari regionali.
Sulla base di tali poteri e in ossequio alle disposizioni europee in materia di liberalizzazione ferroviaria, nel 2000 la CTC stabilì che l'assegnazione dell'esercizio della rete ferroviaria regionale non avvenisse tramite decreto, ma tramite un apposito bando di gara, aperto ad altre società ferroviarie. L'assegnazione fu vinta dalla SNCF che stipulò con la Collectivité un contratto di servizio (délégation de service public, DSP), di durata novennale, che sarebbe entrato in vigore il 1º settembre 2001.
L'anno seguente, con la legge 22 gennaio 2002, n. 92, la Collectivité ottenne dal demanio francese la proprietà della linee ferroviarie regionali. Grazie alla possibilità di attingere a fondi europei, la CTC avviò quindi un programma di ristrutturazione e rilancio della rete, con l'obiettivo di rinnovare 122 chilometri di linea, di acquistare dodici nuove automotrici e di mettere in sicurezza l'intera infrastruttura. La società ferroviaria francese dapprima esercì la rete all'interno della branca autonoma denominata Chemins de fer de la Corse (CFC), in seguito con il marchio TER Corse.
Nell'agosto 2010, alla scadenza dei nove anni del DSP, la Collectivité decise di rinnovare di un anno la durata del contratto. Il protocollo che consentì la proroga venne approvato dall'Assemblea di Corsica durante la sessione straordinaria del 16 e del 17 dicembre dello stesso anno.
L'anno seguente la CTC prorogò la concessione di altri quattro mesi, fino al termine dell'anno solare, con l'intenzione di sostituirsi alla SNCF o assumendo l'esercizio diretto tramite una Société Publique Locale (SPL) o svolgendolo tramite una Société d'Économique Mixte (SEM). Fu preferita la seconda opzione che portò all'istituzione della Chemins de fer de la Corse (CFC), il cui capitale è apportato per il 55% dalla CTC e per il 15% dalla SNCF. La nuova CFC ha assunto l'esercizio il 1º gennaio 2012.

## Servizio

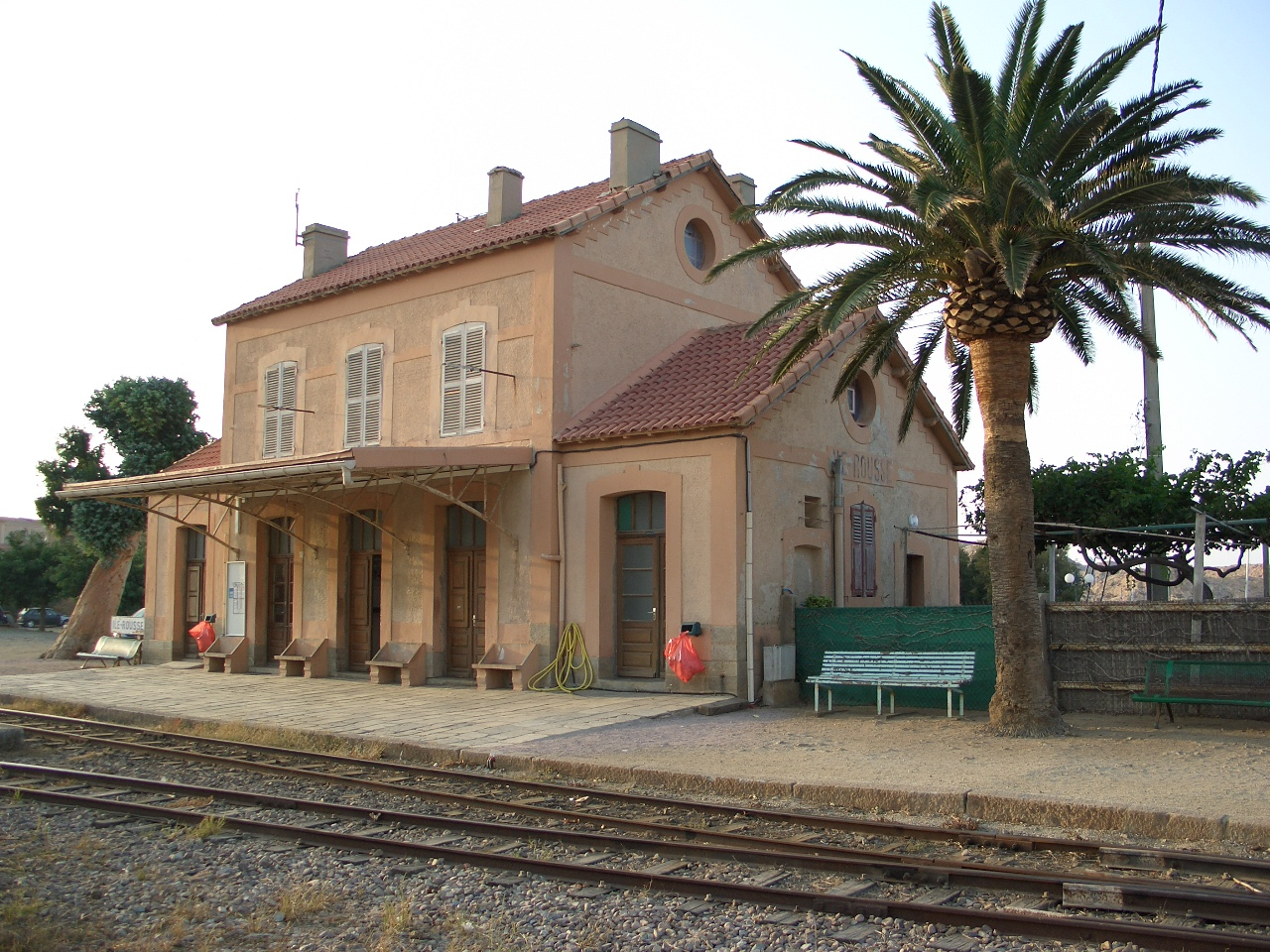
La stazione di Isola Rossa

Il servizio è principalmente di tipo passeggeri e comprende servizi interurbani e suburbani. Dall'autunno alla primavera il servizio è ridotto. Durante la stagione estiva e turistica, il servizio consta di:
- servizi interurbani:
  - quattro coppie di corse giornaliere tra Bastia e Aiaccio;
  - una coppia giornaliera tra Bastia e Calvi;
  - tre coppie giornaliere tra Ponte Leccia e Calvi.
- servizi suburbani:
  - Bastia – Casamozza: soprannominato métro bastiais, percorre ventun chilometri servendo venti stazioni intermedie in circa trenta minuti;
  - Ajaccio – Mezzana;
  - Calvi – Isola Rossa, detto anche tramway de la Balagne, perché percorre un tratto di ventidue chilometri che affianca la costa ed è dotato di fermate a servizio delle spiagge presenti; serve sedici fermate intermedie in cinquanta minuti.

Il trasporto merci è ridotto e di tipo postale.

## Materiale rotabile

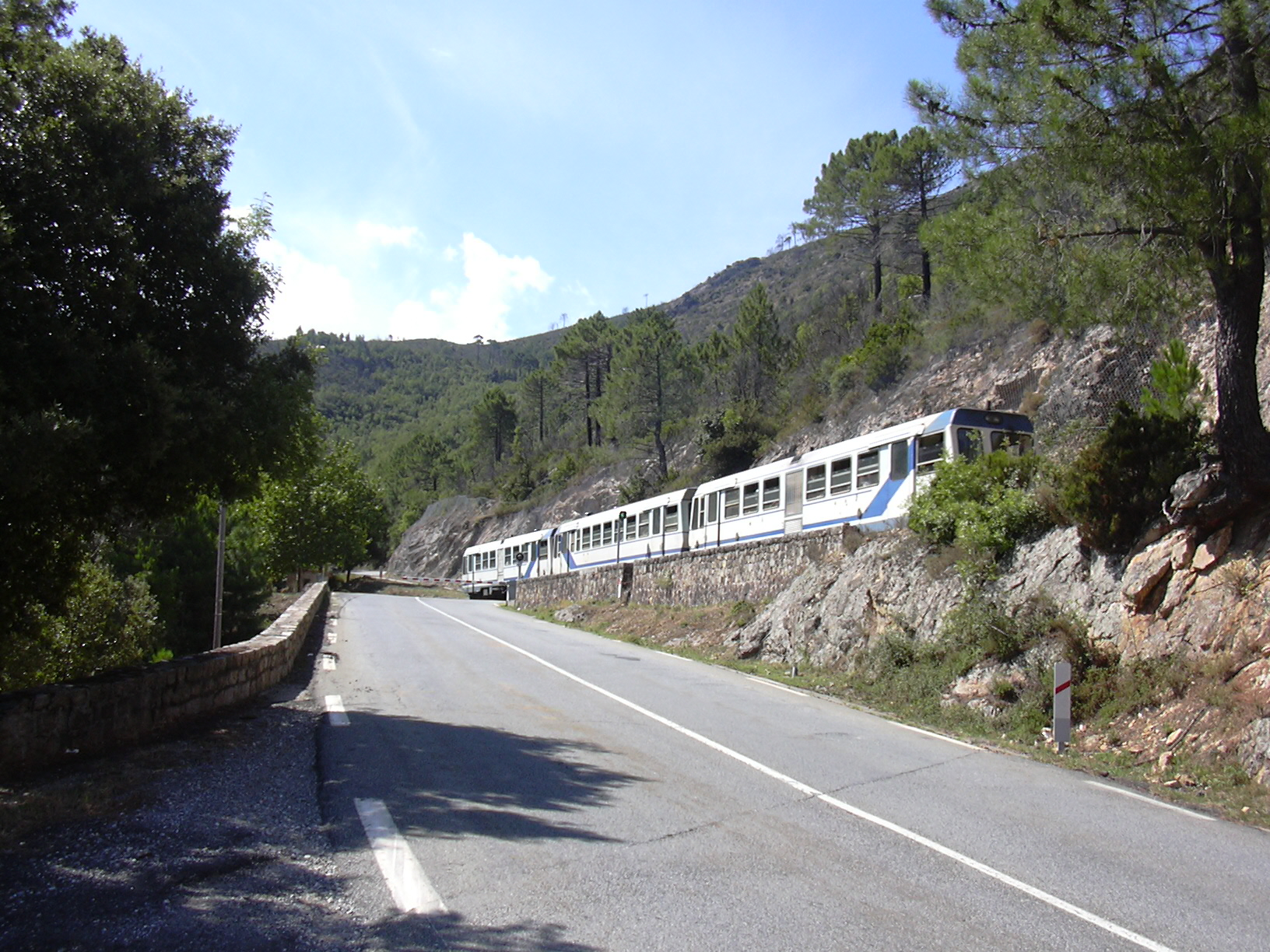
Il trinichellu

Il materiale rotabile circolante sulla rete ferroviaria dell'isola è composto da automotrici e relative rimorchiate.
Le automotrici in esercizio sono ventitré:
- tre Renault X 200-ABH8 costruite dalla Renault tra il 1949 e 1950 (201, 204 e 206);
- quattro Garnero X 2000 di produzione CFD acquistate nel 1975 e nel 1976 (2001, 2002, 2004 e 2005);
- due X 5000 immatricolate come 5001-5002, prodotte nel 1981 dalla CFD;
- sette automotrici Soulé X 97050 acquistate tra il 1989 e il 1992 e nel 1997;
- 12 automotrici AMG 800 CFD, costruite dalla Constructions Ferroviaires de Bagnères-de-Bigorre (ex Soulé) e consegnate a partire dal 2007.

Le rimorchiate sono essenzialmente delle automotrici Billard & Cie, demotorizzate, ricarrozzate e ridipinte. In particolare:
- la XR 113 fu l'automotrice A 150 D1, n. 113, riconfigurata dalla Carde;
- le XR 104 e la XR 105 furono automotrici A 210 D1, immatricolate rispettivamente come 105 e 106, rielaborate dalla Garnero;
- la XRD 242 fu l'automotrice A 80 D, n. 32, della CFD Charentes
- la XR 526 fu un'automotrice A 150 D2, n. 526, proveniente dalla Tramways d'Ille-et-Vilaine.

Altre cinque automotrici AMG 800 sono state ordinate dalla SNCF per un importo di 48 milioni di Euro. Sono dotate di 104 posti a sedere, con ambiente climatizzato, vetri panoramici e velocità commerciale massima di 100 km/h. A seguito di problemi all'impianto frenante, sia la circolazione delle automotrici già consegnate sia la consegna di quelle nuove era stata temporaneamente sospesa, ma almeno dal 2018 le AMG 800 sono normalmente in esercizio.
In origine le X 200-ABH8 erano otto. Due sono state radiate per incidenti: la 205 nel 1983 e la 208 nel 1967. Altre due, la 202 e la 207, sono ferme al deposito ferroviario di Casamozza, utilizzate per i pezzi di ricambio. La 203 è stata demolita nel 1980.
La X 2003 ha subito un incendio e in seguito è stata acquistata dalla Compagnie ferroviaire du Sud de la France (CFSF) che l'hanno reimmatricolata come X 307, per impiegarla sulle linee provenzali.